# Aeroportul Municipal Boulder
Aeroportul Municipal Boulder (IATA: WBU, ICAO: KBDU, FAA LID: BDU) este un aeroport din Colorado, Statele Unite ale Americii.
Situat la o altitudine de 1.612 m, aeroportul dispune de 1 pistă.

## Infrastructură

### Piste
Aeroportul dispune de o singură pistă. Pista 8/26 are suprafața de asfalt și dimensiunile 4.100 picioare × 75 picioare. 